# 慕輿虔
慕輿 虔（ぼよ けん、生没年不詳）は、五胡十六国時代の前燕の人物。子は慕輿常。

## 生涯
前燕に仕え、中軍将軍に任じられていた。
365年3月、前燕軍が洛陽を攻略、守将の揚武将軍沈勁（沈充の子）を捕らえた。沈勁の堂々とした態度に感心した太宰慕容恪は、刑を免じることを考えた。これに対し慕輿虔は「沈勁は奇士といえども、その志や態度を見るに決して我らが用いることはできないでしょう。今、赦したとしても、後々必ず患いとなります」と諫めた。この言を受け、慕容恪は沈勁を処刑した。
零陵公に封じられた。
これ以後の事績は、史書に記されていない。